# Alba (meer)
De Albaplas, ook wel Albameer, is een kunstmatig meer bij Oosterhuizen en het Apeldoorns Kanaal in de Nederlandse provincie Gelderland. Het heeft een oppervlakte van 0,27 km².
Het meer ligt op de plek waar vanaf 1906 steenfabriek Alba de met heide begroeide zandheuvel 'Scherpenberg' decennia lang afgroef ten behoeve van de productie van kalkzandsteen. De afvoer van zand verliep in de beginjaren onder meer via het nabije Apeldoorns Kanaal en over een smalspoor naar de spoorlijn Dieren - Apeldoorn. Nadat aan de activiteiten van de Albafabriek een eind was gekomen kreeg in 1994 de firma Roelofs uit Den Ham vergunning om hier tot ver beneden het maaiveld zand te winnen. Deze vergunning werd later overgenomen door de Zandexploitatiemaatschappij ALBA V.O.F. uit De Steeg. Nadat exploitatie in 2005 werd afgerond is het winningsgebied ingericht als natuurgebied. In 2015 zijn zandgat en omgeving in gebruik genomen als particulier landgoed 'Het Esse'. Sindsdien is het afgesloten voor publiek. Naast het meer ligt Golfclub De Scherpenbergh, genoemd naar de vroegere zandheuvel.
Als herinnering aan de zandindustrie resteren aan Kanaal Zuid te Lieren nog zes voormalige bedrijfswoningen voor arbeiders. 